# 이기식 (기업인)
이기식(李基式, 1945년 3월 20일 ~ )은 대한민국의 기업인이다.

## 생애
연구분야로 컴퓨터와 언어와 관련된 것이 대부분이며, 대한민국의 첫 한글 워드프로세서 《WORD80(상품명 :명필)》를 1980년, 컴퓨터에 의한 자동번역(한일자동번역)시스템을 개발, 1983년에 발표하였다. 1988년 당시 정보화 요구가 가장 큰 증권업계로 자리를 옮겨 대한민국에서는 최초의 CIO로 활동하였으며, 증권자동매매체결시스템을 실용화하기 위한 PC통신시스템(1989), 온라인증권거래를 위한 홈 트레이딩시스템(HTS)을 1997년에 개발, 소개하였다. 특히 컴퓨터기술을 활용한 효과적인 파생상품개발을 위하여 1992년 금융공학부를 대한민국 최초로 설립하였으며, 이는 대한민국 파생상품시장의 확대에 기여하였다. 2015년, '수필과비평' 문예집 160호를 통해 수필가로 등단하였다.

## 학력
- 1963년 국립체신고등학교(국비생) 졸업
- 1971년 한양대학교 공과대학 학사
- 1977년 일본 도쿄 공업대학 대학원 (일본문부성초청), 석사
- 1983년 연세대학교 공과대학 대학원, 박사

### 비학위 수료
- 1996년 서울대학교 경영대학 제40기 최고경영자과정수료

## 약력
- 1963년 3월 ~ 1968년 3월 국제전신전화국
- 1971년 8월 ~ 1987년 1월 KIST 시스템공학센터 책임연구원
- 1987년 1월 ~ 1988년 1월 한국전산원 연구위원
- 1987년 3월 ~ 1994년 3월 한양대학교 겸임교수
- 1988년 3월 ~ 1989년 3월 인하대학교 특임강사
- 1988년 2월 ~ 1997년 4월 대우증권주식회사 부사장 (CIO)
- 1997년 4월 ~ 1998년 4월 KT 통합시스템 개발단장
- 2003년 4월 ~ 2004년 3월 일본 RIKEN 초빙연구원(일본기술진흥회 초청)
- 2011년 10월 ~ 2013년 10월 인도네시아정부 전자정부 자문관(정부파견)
- 2015년 2월  ~ 2015년 2월 수필 작가 등단 (수필과 비평 160호)

## 주요 연구내용 및 업적

### 정보화사회 관련
- 정보산업 토착화를 위한 소프트웨어이전체제 개발연구, 과학기술처, 1978.4-1980.12
- 컴퓨터 표준화에 관한 연구, 과학기술재단, 1981.6-1982.1
- 정보산업분야의 장기전망에 관한 연구, 과학기술재단, 1982.10-1982.11

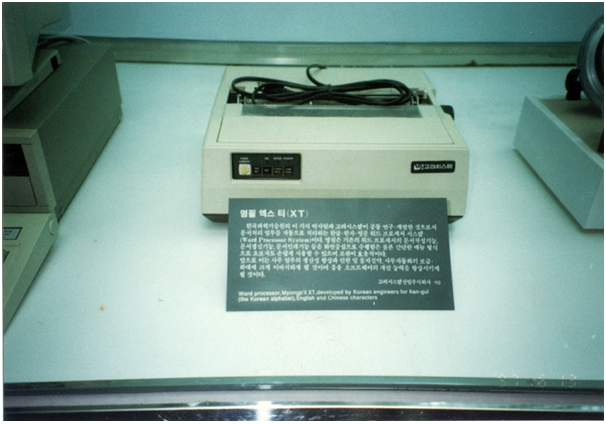
독립기념관에 전시된(1989-2001) 한국 최초의 워드프로세서, 명필

- 독립기념관에 전시된(1989-2001) 한국 최초의 워드프로세서, 명필정보산업 육성방안에 관한 과제별 연구, 체신부, 1986.10-1987.3

### 사무자동화 관련
- 사무자동화 관련기기(보급형 워드 프로세서)개발, 과학기술처('82특정), 1982.12-983.6
- 사무자동화 추진방향에 관한 연구, 과학기술처, 1982.12-1983.2
- 사무자동화시스템 개발에 관한 연구, 고려시스템(주), 1983.8-1984.7
- 사무자동화 기본계획수립에 관한 연구, 한국전력공사, 1984.8-1985.3
- OA 시범사무실, 과학시술처, 1984.10–1985.8

### 컴퓨터와 언어 관련
- 마이크로컴퓨터를 이용한 한글 word-processor에 관한 연구,                                         한국정보과학회지 1981.6 vol.8 no.2
- WORD80 : 한글, 영문 및 한자 word-processor의 개발 및 연구, 한국정보과학회지 1982.8 vol.9 no.3
- 컴퓨터 소프트웨어에 의한 한글,한자 자동변환에 관한 연구, 일본후지쯔(주), 화콤코리아(주), 1981.12-1982.9
- 국산워드프로세서 ‘명필’ 개발, 전자신문 ‘ICT코리아 30년,감동의 순간 100_007', 2012.9.11
- 일한, 한일 자동번역시스템에 관한 연구, 과학기술처, 1983.6-1985.12
- 영한, 한영전자사전개발에 관한 연구, 과학기술처, 1985.1-1987.3
- 자동번역시스템 개발기술에 관한 연구, 과학기술처, 1986.11-1988.11
- 조선일보  ‘대한민국 제1호’,  2010.5.6 52판 A37

### 우리나라 최초의 소프트웨어수출 관련
- 한글용 컴퓨터 단말장치에 관한 연구, 일본후지쯔(주), 1978.12-1979.12
- 한글 및 한자입력장치에 관한 연구, 일본후지쯔(주), 1980.10-1981.5
- 대한민국 IT 주요사연표, 1884-1979

### 기술보고서 관련
- 관련잡지, 신문에 '사무자동화, 워드프로세싱, 마이크로 컴퓨터, 정보화사회 및 증권시스템'에 관한 기고 200여편, 1972-2010

### CIO관련
- 증권업계 최초 자체 PC통신망을 통한 가정용 투자정보시스템개발및 가동, 1989.8(전자신문발행 'ICT코리아 30년, 감동의 순간 100_044',2012.9.11)
- 제4회 한국소프트웨어공모전 대상수상, 체신부장관상, 1990.6
- PC통신망 HITEL에 증권정보 제공, KT 공동사업, 1991.12
- 국내 최초 Intelligent Building인 대우증권 정보통신센터 준공, 1993.10(대우증권 40년사, 151p,2010.9.23)
- 국내 최초로 투자공학부(현 금융공학부) 설립, 1992(KDB대우증권 KDB NEWS 2015.8.12)
- ‘95 뉴미디어대상 기업대상 정보화기획부문 수상, 정보통신부장관상, 1995.11
- 세계 두번째 음성인식 증권정보가동, KT 공동사업, 1995. 11
- 격주간 씨아이오(CIO) 제2호, 1996.12.20

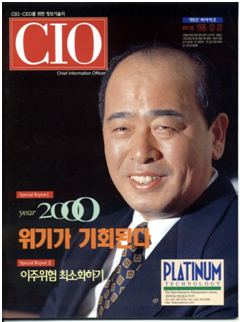
우리나라 최초의 CIO,이기식

### 관련저서
- 소프트웨어 생산기술,      정익사, 1981. 11
- 마이크로컴퓨터,          정익사, 1982. 3
- 전자계산기개론,          문운당, 1985. 3
- C 프로그래밍입문,       정익사, 1986. 7
- 사무자동화,               정익사, 1987. 1
- 알기쉬운 PC-LAN(역)   정익사, 1993. 1

## 포상
- 국민포장(제2831호) 1985.4.20.
- 일한경제협회 표창장 1988．4.7.

## 관련기사
- 주간경향 '두 과학도가 돛단배 타고 대한해협 건너는 까닭은?', 1973.6.3 제6권 제22호
- 한국경제신문 소프트웨어의 세계 ‘자연어와 인공언어’, 1986.12.29
- 전자신문 ‘소프트웨어는 ‘혼’ 이다’, 2009.6.4 26면
- 조선일보  ‘대한민국 제1호’ 2010.5.6 52판 A37
- 전자신문발행 'ICT코리아 30년, 감동의 순간 100‘,  2012.9.11